# Cavedigger
Cavedigger é um documentário americano de 2013 dirigido e produzido por Jeffrey Karoff. Lançado em janeiro de 2013, concorreu ao Oscar 2014 na categoria de Melhor Documentário em Curta-metragem.